# Elmore Leonard
Elmore John Leonard Jr. (New Orleans, 1925. október 11. – Bloomfield Hills, Oakland megye, 2013. augusztus 20.) amerikai regény-, novella- és forgatókönyvíró. Legkorábbi, az 1950-es években megjelent regényei westernek voltak, de később krimire és thrillerekre szakosodott, amelyek közül sokat megfilmesítettek.
Legismertebb művei közé tartozik a Get Shorty, Out of Sight, Swag, Hombre, Mr. Majestyk és a Rum Punch (a Jackie Brown filmre adaptálva). Leonard írásai között szerepelnek olyan novellák, mint a Three-Ten to Yuma és a The Tall T, valamint a Justified című, 'melyből FX televíziós sorozat lett.

## Családja és tanulmányai
Leonard a louisianai New Orleansban született Flora Amelia (született Rive) és idősebb Elmore John Leonard fiaként. Mivel apja a General Motorsnál dolgozott telephely-keresőként, a család évekig gyakran költözött. 1934-ben Detroitban telepedtek le.
1943-ban végzett a Detroiti Egyetem Jezsuita Gimnáziumán, és miután a tengerészgyalogsághoz a gyenge látása miatt nem vették fel, azonnal csatlakozott a haditengerészethez, ahol három évig a Seabees-nél szolgált a Csendes-óceán déli részén (a "holland" becenevet kapta Dutch Leonard balkezes bézból dobó után). 1946-ban beiratkozott a Detroiti Egyetemre, és komolyabban foglalkozott az írással, novellaversenyeken indult és folyóiratoknak nyújtotta be azokat publikálásra. 1950-ben végzett angol és filozófia szakon. Egy évvel a diploma megszerzése előtt íróként kapott állást a Campbell-Ewald Reklámügynökségnél, ezt a pozíciót több éven át töltötte be.

## Pályafutása
Leonard az 1950-es években kezdett rendszeresen publikálni népszerű western regényeket. Első sikerét 1951-ben érte el, amikor Argosy-magazin kiadta az „Apacsok nyoma” című novelláját. Az 1950-es években és az 1960-as évek elején folytatta a westernek írását, és több mint 30 novellát publikált. Első regényét, The Bounty Hunters (Fejvadászok) 1953-ban írta, és ezt négy másik regény követte. Westernjei már megmutatták, hogy rajong a kulturálisan sokszínű kívülállók és esélytelenek iránt. Számos történetéhez az arizonai és új-mexikói helyszíneket részesítette előnyben. Öt westernjéből forgattak filmet 1972 előtt: The Tall T (Foglyok – Randolph Scott), 3:10 to Yuma (Börtönvonat Yumába – Glenn Ford), Hombre (A hallgatag ember – Paul Newman), Valdez Is Coming (Valdez jön – Burt Lancaster) és Joe Kidd (Clint Eastwood).
1969-ben jelent meg első krimije, a The Big Bounce a Gold Medal Books gondozásában. Leonard különbözött az ebben a műfajban író ismert nevektől, mint például Raymond Chandler vagy bármely más híres noir írótól – nem a melodráma és pesszimizmus, hanem inkább a karakterei és a valósághű párbeszédek érdekelték. A történetek gyakran Detroitban játszódtak, de kedvenc helyszínén kívül Dél-Floridát is szívesen használta helyszínként. Az ott játszódó, 1983-ban megjelent regényt, a LaBrava-t ismertette a New York Times.
Következő könyve, egy 1985-ben megjelent Glitz című Atlantic City-beli szerencsejáték-történet, a krimi műfajában jelentett kitörést. 16 hetet töltött a The New York Times bestsellerlistáján. Az ezt követő többi krimi szintén bestseller lett. Stephen King a Glitzről írt recenziójában John MacDonalddal, Raymond Chandlerrel és Dashiell Hammettel egy társaságba helyezte, de Leonard úgy érezte, hogy Ernest Hemingway és John Steinbeck jobban inspirálta. Leonard úgy gondolta, hogy könyvei az 1980-as években egyre humorosabbá váltak, és szabadabb, könnyedebb stílust alakított ki.
Saját kedvencei a 2002-es Tishomingo Blues Dixie Mafia sztori és az 1988-as Freaky Deaky hippibűnözőkről szóló története volt. Szereplői különböző regények részeiben szerepelnek, mint például a hollywoodi maffiózó Chili Palmer, a bankrabló Jack Foley vagy a két amerikai marsall, Carl Webster és Raylan Givens. Krimikönyveit többek között a Fawcett Publications, a Bantam Books és a Dell Publishing adta ki. Az 1980-as években kiadója az Arbor House volt, később a William Morrow & Company, a HarperCollins. Regényeiből különböző reprintek vannak; a 2000-es években ez magában foglalta a Weidenfeld & Nicolson kiadásait is. Halála idején regényei több tízmillió példányban keltek el.
Műveinek filmadaptációi között szerepel Jackie Brown (Pam Grier főszereplésével, rendező: Quentin Tarantino); Get Shorty (1995, John Travolta és Gene Hackman); Out of Sight (Mint a kámfor – 1998, George Clooney és Jennifer Lopez, rendezte: Steven Soderbergh) és a Justified című televíziós sorozat. Regényeiből közel harminc film készült, de néhány kritikus számára különleges stílusa csak nyomtatásban vált be.

## Magánélete
1949-ben feleségül vette Beverly Clare Cline-t, és öt közös gyermekük született (két lány és három fiú) mielőtt 1977-ben elváltak. Második házassága 1979-ben, Joan Leanne Lancasterrel (más néven Joan Shepard) felesége halálával ért véget 1993-ban. Ugyanabban az évben feleségül vette Christine Kent-et, majd 2012-ben elváltak.
Leonard élete utolsó éveit a michigani Oakland megyében töltötte családjával. 2013. július 29-én agyvérzést kapott. Az első jelentések szerint lábadozik, de 2013. augusztus 20-án Leonard Detroit külvárosában, a Bloomfield Hills-ben lévő otthonában elhunyt agyvérzés szövődményei következtében. 87 éves volt.
Leonard egyik unokája, Alex Leonard a detroiti Protomartyr együttes dobosa.

## Stílusa
Durva realizmusa és erős párbeszédei mellett, néha a nyelvtan terén engedett némi szabadságot a történet felgyorsítása érdekében. „Elmore Leonard tíz írásszabálya” című esszéjében ezt írta: „A legfontosabb szabályom az, amely összefoglalja a 10-et: Ha úgy hangzik, mint az írás, átírom.” Arra is utalt: "Igyekszem elhagyni azokat a részeket, amelyeket az olvasók hajlamosak kihagyni."
Elmore Leonardot "Detroit Dickensének" nevezték a város lakóinak meghitt portréi miatt, bár azt mondta: "Ha Buffalóban élnék, Buffalóról írnék." Kedvenc jelzője a következő volt: az egyiket a brit New Musical Express adta: „a revolveres vadszamarak költője”. Párbeszédeit olyan írók dicsérték, mint Saul Bellow, Martin Amis és Stephen King. "Az Ön prózája ügyetlenné teszi Raymond Chandlert" – mondta Amis Leonardnak egy Beverly Hills-i Writers Guild rendezvényen 1998-ban. Stephen King „nagy amerikai írónak” nevezte. Charles Rzepka, a Boston Egyetem munkatársa szerint Leonard mestere a szabad közvetett diskurzusnak, egy harmadik személyű narratív technikának, amely azt az illúziót kelti, hogy azonnal hozzáfér egy szereplő gondolataihoz.
Leonard gyakran említette Ernest Hemingwayt, mint talán a legfontosabb befolyást, ugyanakkor kritizálta Hemingwayt humortalansága és önmagát túl komolyan vevő magatartása miatt. Ennek ellenére Leonardot Hemingway és George V. Higgins iránti vonzalma vezette arra, hogy személyes irataival a Dél-Karolinai Egyetem rendelkezzék, ahol Hemingway és Higgins dolgozatai közül sokat archiválnak. Leonard iratai az egyetem Irvin Ritka Könyvek és Különleges Gyűjtemények Tanszékén találhatók.
Leonard viszont nagyon erős befolyást gyakorolt az őt követő krimiírók generációjára. Az USA Today-ben megjelent nekrológjában említik George Pelecanos, Michael Connelly, Dennis Lehane és Laura Lippman nevét.

## Díjai
- 1984 Edgar Award 1983 legjobb misztikus regényének (LaBrava) járó díj
- 1992 Grand Master Award életműdíj
- 2008 F. Scott Fitzgerald Literary Award – F. Scott Fitzgerald irodalmi díj az amerikai irodalomban elért kiemelkedő teljesítményért
- 2010 Peabody-díj(wd), FX's Justified
- 2012 National Book Award, Medal for Distinguished Contribution

## Művei

### Regények
| Év   | Regény                                                            | Film adaptáció                                    | ISBN               |
| ---- | ----------------------------------------------------------------- | ------------------------------------------------- | ------------------ |
| 1953 | The Bounty Hunters                                                |                                                   | ISBN 0-380-82225-3 |
| 1954 | The Law at Randado                                                | 1990 – Border Shootout                            | ISBN 0-062-28950-0 |
| 1956 | Escape from Five Shadows                                          |                                                   | ISBN 0-060-01348-6 |
| 1959 | Last Stand at Saber River                                         | 1997 – Last Stand at Saber River                  | ISBN 0-062-28948-9 |
| 1961 | Hombre                                                            | 1967 – Hombre                                     | ISBN 0-062-20611-7 |
| 1969 | The Big Bounce                                                    | 1969 – The Big Bounce 2004 – The Big Bounce       | ISBN 0-062-18428-8 |
| 1969 | The Moonshine War                                                 | 1970 – The Moonshine War                          | ISBN 0-062-20898-5 |
| 1970 | Valdez Is Coming                                                  | 1971 – Valdez Is Coming                           | ISBN 0-062-22785-8 |
| 1972 | Forty Lashes Less One                                             |                                                   | ISBN 0-062-28949-7 |
| 1974 | Mr. Majestyk                                                      | 1974 – Mr. Majestyk                               | ISBN 0-062-18840-2 |
| 1974 | Fifty-Two Pickup                                                  | 1984 – The Ambassador 1986 – 52 Pick-Up           | ISBN 0-753-81962-7 |
| 1976 | Swag                                                              |                                                   | ISBN 0-062-22786-6 |
| 1977 | Unknown Man No. 89                                                |                                                   | ISBN 0-062-18928-X |
| 1977 | The Hunted                                                        |                                                   | ISBN 0-062-18841-0 |
| 1978 | The Switch                                                        | 2013 – Life of Crime                              | ISBN 0-062-20613-3 |
| 1979 | Gunsights                                                         |                                                   | ISBN 0-062-26726-4 |
| 1980 | City Primeval                                                     |                                                   | ISBN 0-062-19135-7 |
| 1980 | Gold Coast                                                        | 1997 – TV-film                                    | ISBN 0-062-20609-5 |
| 1981 | Split Images                                                      | 1992 – TV-film                                    | ISBN 0-688-16971-6 |
| 1982 | Cat Chaser                                                        | 1989 – Cat Chaser                                 | ISBN 0-060-51222-9 |
| 1983 | Stick                                                             | 1985 – Stick                                      | ISBN 0-062-18435-0 |
| 1983 | LaBrava Edgar Award, Legjobb regény (1984)                        |                                                   | ISBN 0-062-22788-2 |
| 1985 | Glitz                                                             | 1988 – TV-film                                    | ISBN 0-062-12158-8 |
| 1987 | Bandits                                                           |                                                   | ISBN 0-062-12032-8 |
| 1987 | Touch                                                             | 1997 – Touch                                      | ISBN 0-062-26598-9 |
| 1988 | Freaky Deaky                                                      | 2012 – Freaky Deaky                               | ISBN 0-062-12035-2 |
| 1989 | Killshot                                                          | 2008 – Killshot                                   | ISBN 0-688-16638-5 |
| 1990 | Get Shorty                                                        | 1995 – Get Shorty 2017 – TV-sorozat Get Shorty    | ISBN 0-062-12025-5 |
| 1991 | Maximum Bob                                                       | 1998 – TV-sorozat Maximum Bob                     | ISBN 0-062-00940-0 |
| 1992 | Rum Punch                                                         | 1997 – Jackie Brown                               | ISBN 0-062-11982-6 |
| 1993 | Pronto                                                            | 1997 – TV-film 2010 – TV-sorozat Justified        | ISBN 0-062-12033-6 |
| 1995 | Riding the Rap                                                    | 2010 – TV-sorozat Justified                       | ISBN 0-062-02029-3 |
| 1996 | Out of Sight                                                      | 1998 – Out of Sight 2003 – TV-sorozat Karen Sisco | ISBN 0-061-74031-4 |
| 1998 | Cuba Libre                                                        |                                                   | ISBN 0-062-18429-6 |
| 1999 | Be Cool                                                           | 2005 – Be Cool                                    | ISBN 0-060-77706-0 |
| 2000 | Pagan Babies                                                      |                                                   | ISBN 0-062-26601-2 |
| 2002 | Tishomingo Blues                                                  |                                                   | ISBN 0-062-00939-7 |
| 2004 | Mr. Paradise                                                      |                                                   | ISBN 0-060-59807-7 |
| 2004 | A Coyote's in the House                                           |                                                   | ISBN 0-141-31688-8 |
| 2005 | The Hot Kid                                                       |                                                   | ISBN 0-060-72423-4 |
| 2006 | Comfort to the Enemy Sorozatban megjelent a The New York Timesban |                                                   | ISBN 0-061-73515-9 |
| 2007 | Up in Honey's Room                                                |                                                   | ISBN 0-060-72426-9 |
| 2009 | Road Dogs                                                         |                                                   | ISBN 0-061-98570-8 |
| 2010 | Djibouti                                                          |                                                   | ISBN 0-062-00831-5 |
| 2012 | Raylan                                                            | 2010 – TV-sorozat Justified                       | ISBN 0-062-11947-8 |

### Gyűjtemények
| Év   | Kollekció                                                                  | ISBN               |
| ---- | -------------------------------------------------------------------------- | ------------------ |
| 1998 | The Tonto Woman and Other Western Stories                                  | ISBN 0-385-32387-5 |
| 2002 | When the Women Come Out to Dance Later reprint retitled Fire in the Hole   | ISBN 0-060-58616-8 |
| 2004 | The Complete Western Stories of Elmore Leonard                             | ISBN 0-060-72425-0 |
| 2006 | Moment of Vengeance and Other Stories                                      | ISBN 0-060-72428-5 |
| 2006 | Blood Money and Other Stories                                              | ISBN 0-06-125487-8 |
| 2006 | Three Ten To Yuma and Other Stories (3:10 to Yuma – film)                  | ISBN 0-06-133677-7 |
| 2007 | Trail of the Apache and Other Stories                                      | ISBN 0-06-112165-7 |
| 2009 | Comfort to the Enemy and Other Carl Webster Stories                        | ISBN 0-297-85668-5 |
| 2014 | Charlie Martz and Other Stories: The Unpublished Stories of Elmore Leonard | ISBN 0-297-60979-3 |

### Novellák
| Év      | Cím                      | Első megjelenés                             | Film                                              |
| ------- | ------------------------ | ------------------------------------------- | ------------------------------------------------- |
| 1953-03 | "Three-Ten to Yuma"      | Dime Western Magazine                       | 1957 – 3:10 to Yuma 2007 – 3:10 to Yuma           |
| 1955-02 | "The Captives"           | Argosy                                      | 1957 – The Tall T                                 |
| 1982    | "The Tonto Woman"        | Roundup                                     | 2007 – Academy Awards nominated Live Action Short |
| 1996    | "Karen Makes Out"        | Murder For Love – Delacorte Press 1996      | First episode in Karen Sisco TV series            |
| 2001    | "Fire in the Hole"       | ebook (ISBN 0-062-12034-4)                  | 2010 – TV series Justified                        |
| 2001    | "Chickasaw Charlie Hoke" | Murderers' Row: Original Baseball Mysteries |                                                   |
| 2005    | "Louly and Pretty Boy"   | Dangerous Women – Mysterious Press 1996     |                                                   |

### Forgatókönyvek
| Év   | Cím                     | Rendező            | Társszerző                       |
| ---- | ----------------------- | ------------------ | -------------------------------- |
| 1970 | The Moonshine War       | Richard Quine      |                                  |
| 1972 | Joe Kidd                | John Sturges       |                                  |
| 1974 | Mr. Majestyk            | Richard Fleischer  |                                  |
| 1980 | High Noon, Part II (TV) | Jerry Jameson      |                                  |
| 1985 | Stick                   | Burt Reynolds      | Joseph Stinson                   |
| 1986 | 52 Pick-Up              | John Frankenheimer | John Steppling                   |
| 1987 | The Rosary Murders      | Fred Walton        | William X. Kienzle & Fred Walton |
| 1987 | Desperado (TV Movie)    | Virgil W. Vogel    |                                  |
| 1989 | Cat Chaser              | Abel Ferrara       | James Borelli                    |

#### Filmek
A már említett novellákon kívül Leonard számos regényét filmként adaptálták, köztük a Get Shorty (1990-es regény, 1995-ös film), a Out of Sight (1996-os regény, 1998-as film) és a Rum Punch (1992-es regény, 1997-es film: Jackie Brown). Az 52 Pick-Up című regényt először nagyon lazán adaptálták az 1984-es The Ambassador (1984) filmbe, Robert Mitchum főszereplésével, majd két évvel később eredeti címén Roy Scheider főszereplésével. Leonard több forgatókönyvet is írt regényei alapján, valamint olyan eredeti forgatókönyveket, mint például Joe Kidd (1972).
A hallgatag ember (Hombre) (1967) című film, Paul Newman főszereplésével Leonard 1961-es azonos című regényének adaptációja volt.
Three-Ten to Yuma című novelláját (1953. március), valamint a The Big Bounce (1969) és az 52 Pick-Up című regényét kétszer forgatták.
Egyéb megfilmesítések:
- 3:10 to Yuma (Börtönvonat Yumába – 1957, Glenn Ford és Van Heflin)
- The Captives (The Tall T Foglyok – 1957, Randolph Scott(wd))
- Hombre (A hallgatag ember – Paul Newman)[41]
- Mr. Majestyk (Charles Bronson)
- Jackie Brown (Rum Punch – Pam Grier, Samuel L. Jackson, Robert De Niro)
- The Big Bounce (A nagy zsozsó – 1969, Ryan O’Neal)
- Valdez Is Coming (Valdez jön – Burt Lancaster)
- Joe Kidd – (Clint Eastwood)
- 52 Pick-Up (10 másodperc az élet – Roy Scheider, Ann-Margret)
- Stick (Stikli – Burt Reynolds)
- The Moonshine War (Holdfényháború – Alan Alda és Patrick McGoohan)
- Last Stand at Saber River (Végállomás a Saber folyónál – Tom Selleck)
- Gold Coast (Aranypart – David Caruso)
- Glitz (Glanc – Jimmy Smits)
- The Ambassador (A nagykövet – 1984, Robert Mitchum, Rock Hudson, Ellen Burstyn)
- Cat Chaser (Macskafogó kommandó – Peter Weller)
- Out of Sight (Mint a kámfor – George Clooney, Jennifer Lopez, Don Cheadle)
- Touch (Érintés – 1997, Christopher Walken)
- Pronto (Peter Falk)
- Be Cool (Csak lazán! – John Travolta, Harvey Keitel, Uma Thurman)
- The Big Bounce (A nagy zsozsó – 2004, Morgan Freeman, Owen Wilson, Gary Sinise)
- Killshot (Hajsza – Diane Lane, Mickey Rourke).
- Get Shorty (Szóljatok a köpcösnek! – John Travolta, Gene Hackman, Danny DeVito)
- Freaky Deaky (Dinamit – Christian Slater)
- Life of Crime (Született bűnözők – Jennifer Aniston) (eredetileg: The Switch)
- 3:10 to Yuma (Börtönvonat Yumába, 2007, Christian Bale, Russell Crowe, Peter Fonda)

### Magyarul megjelent
- Mr. Majestyk. Dinnyeszüret vagy a halál – Mezőgazdasági, Budapest, 1991 (Hemingway könyvek) · ISBN 963234538X · Fordította: Nagy Attila
- Simlis fiúk (Get Shorty) – JLX, Budapest, 1992 · ISBN 9637822224 · Fordította: Greskovits Endre
  - (Szóljatok a köpcösnek! címen is)
- Halálos lövés (Killshot) – JLX, Budapest, 1994 · ISBN 963782233X · Fordította: Vadász Gyula
- Szóljatok a köpcösnek! (Get Shorty) – Ciceró, Budapest, 1996 · ISBN 9635390599 · Fordította: Greskovits Endre
  - (Simlis fiúk címen is)
- Pronto. Rapallói nehézfiúk (Pronto) – Ciceró, Budapest, 1997 · ISBN 9635391412 · Fordította: Tótisz András
- Mint a szamár szürke ködben (Out of Sight) – Punktum, Budapest, 2002 (Kaméleon könyvek) · ISBN 9632021304 · Fordította: Szentgyörgyi József
- Glanc (Glitz) – Krimiklub.hu, 2008 (Krimiklub.hu könyvek) · ISBN 9789638763952 · Fordította: Hegyi Pál
- Stikli (Stick) – Krimiklub.hu, 2008 (Krimiklub.hu könyvek) · ISBN 9789638763983 · Fordította: Hegyi Pál
- Raylan. A törvény embere (Raylan) – Jaffa, Budapest, 2012 · ISBN 978-615-5235-13-9 · Fordította: Nemes Krisztián
- Dinamit (Freaky Deaky) – Jaffa, Budapest, 2013 · ISBN 978-615-5235-42-9 · Fordította: Totth Benedek
- Váltságdíj fejében (Riding the rap) – Jaffa, Budapest, 2013 · ISBN 9786155235917 · Fordította: Kőrös László
- Született bűnözők (The switch) – Jaffa, Budapest, 2014 · ISBN 9786155418549 · Fordította: Illés Róbert
- Gengszterek földjén (Hot kid) – Jaffa, Budapest, 2015 (Hard boiled) · ISBN 9786155492556 · Fordította: Illés Róbert
- Sima ügy (Swag) – Jaffa, Budapest, 2016 (Hard boiled) · ISBN 9786155609664 · Fordította: Illés Róbert
- Tishomingo Blues – Jaffa, Budapest, 2016 (Hard boiled) · ISBN 9786155609022 · Fordította: Illés Róbert

## Külső hivatkozások
- Elmore Leonard az Internet Movie Database oldalon (angolul)

## Fordítás
- Ez a szócikk részben vagy egészben  az   Elmore Leonard című angol Wikipédia-szócikk fordításán alapul.  Az eredeti cikk szerkesztőit annak laptörténete sorolja fel. Ez a jelzés csupán a megfogalmazás eredetét és a szerzői jogokat jelzi, nem szolgál a cikkben szereplő információk forrásmegjelöléseként.